# Mixonychus jayaraji
Mixonychus jayaraji är en spindeldjursart som beskrevs av Karuppuchamy och Mohanasundaram 1988. Mixonychus jayaraji ingår i släktet Mixonychus och familjen Tetranychidae. Inga underarter finns listade i Catalogue of Life.